# Уэско, Тревон
Тревон Уэско (англ. Trevon Wesco, 12 сентября 1995, Мартинсберг, Западная Виргиния) — профессиональный американский футболист, тайт-энд клуба НФЛ «Нью-Йорк Джетс».

## Биография
Тревон Уэско родился 12 сентября 1995 года в Мартинсберге. Он окончил школу Масселмен в Инвуде, за её команду играл в баскетбол и футбол, выходил на поле на позициях квотербека, тайт-энда и ресивера. У него были предложения стипендии от колледжей с баскетбольными программами, но Уэско сделал выбор в пользу футбола. В университете Западной Виргинии его готовы были принять на общих основаниях. Вместо этого Тревон решил провести два года в подготовительном колледже Лакауанна, чтобы потом продолжить обучение в университете.

### Любительская карьера
В колледже Лакауанна он провёл два года, совмещая учёбу и выступления за футбольную команду. В 2014 году в играх чемпионата Уэско сделал пять приёмов на 47 ярдов, сезон 2015 года он пропустил полностью из-за травмы. После окончания подготовительного колледжа Тревон поступил в университет Западной Виргинии.
За команду университета Уэско дебютировал в 2016 году. Он провёл десять матчей, выходя на поле на месте тайт-энда и в составе специальных команд, сделал свой первый тачдаун в играх NCAA. В сезоне 2017 года он принял участие в тринадцати играх. В 2018 году Тревон впервые вышел на поле в стартовом составе команды. В двух матчах чемпионата его признавали лучшим игроком нападения Маунтинирс. Всего за сезон на его счету было 26 приёмов на 366 ярдов. По итогам года Уэско вошёл в сборную звёзд конференции Big-12.

#### Статистика выступлений в NCAA
| Сезон | Команда                  | Игры | Приём | Приём | Приём | Приём | Вынос | Вынос | Вынос | Вынос |
| Сезон | Команда                  | Игры | Rec   | Yds   | Y/A   | TD    | Att   | Yds   | Y/A   | TD    |
| ----- | ------------------------ | ---- | ----- | ----- | ----- | ----- | ----- | ----- | ----- | ----- |
| 2016  | Вест Виргиния Маунтинирс | 10   | 1     | 6     | 6,0   | 1     | 0     | 0     | 0,0   | 0     |
| 2017  | Вест Виргиния Маунтинирс | 13   | 1     | 1     | 1,0   | 0     | 0     | 0     | 0,0   | 0     |
| 2018  | Вест Виргиния Маунтинирс | 12   | 26    | 366   | 14,1  | 1     | 1     | 3     | 3,0   | 0     |
| Всего | Всего                    | 35   | 28    | 373   | 13,3  | 2     | 1     | 3     | 3,0   | 0     |

### Профессиональная карьера
На драфте 2019 года Уэско был выбран клубом «Нью-Йорк Джетс» в четвёртом раунде под общим 121 номером. Отмечались его навыки игры на блоке и то, он способен выходить на поле не только на месте тайт-энда, но и фуллбека. В колледже Тревона чаще задействовали как шестого линейного, хотя он имел определённый потенциал и как цель для квотербека в пасовом нападении. В мае он подписал с Джетс четырёхлетний контракт на общую сумму 3,2 млн долларов.
В сезоне 2019 года Уэско был четвёртым тайт-эндом «Джетс» после Райана Гриффина, Криса Херндона и Дэниела Брауна. Он выходил на поле во всех шестнадцати матчах, сыграл в нападении 214 снэпов, выполняя роль блокирующего. Всего в регулярном чемпионате Тревон сделал два приёма на 47 ярдов и одну попытку выноса на два ярда.

#### Статистика выступлений в НФЛ

##### Регулярный чемпионат
| Сезон | Команда        | Игры | Приём | Приём | Приём | Приём | Вынос | Вынос | Вынос | Вынос |
| Сезон | Команда        | Игры | Rec   | Yds   | Y/A   | TD    | Att   | Yds   | Y/A   | TD    |
| ----- | -------------- | ---- | ----- | ----- | ----- | ----- | ----- | ----- | ----- | ----- |
| 2019  | Нью-Йорк Джетс | 16   | 2     | 47    | 23,5  | 0     | 1     | 2     | 2,0   | 0     |
| Всего | Всего          | 16   | 2     | 47    | 23,5  | 0     | 1     | 2     | 2,0   | 0     |